# 가나야역 (아이치현)
가나야역(일본어: 金屋駅, かなやえき)은 일본 아이치현 나고야시 모리야마구에 소재하는 나고야 가이드웨이 버스의 역이다. 역 번호는 Y05이다.

## 역 구조
상대식 승강장 2면 2선의 고가역이다.
역사 2층에 화장실이 설치되어 있다.

### 승강장
| ■ 시다미 선 | 하행 | 오바타료쿠치・나카시다미 방면 |
| ■ 시다미 선 | 상행 | 오조네 방면                   |

## 역 주변
모리야마 이쓰키 병원(구, 모리야마 시민 병원)의 근처역이지만, 약 10분 도보로 이동해야 할 필요가 있다.
- 모리야마 이쓰키 병원(구, 나고야 시립 동부 의료 센터 모리야마 시민 병원)
- 나고야 시립 도리바미 초등학교
- 모리야마 미소 병원
- JR 도카이 신모리야마역
- 아이치 현도 30호 세키타나고야 선

## 역사
- 2001년 3월 23일: 모리야마 시민 병원역으로 영업 개시.
- 2013년 4월 1일: 인근의 모리야마 시민 병원의 민간 양도에 따른 폐원으로 본 역을 가나야 역으로 역명 변경[1].

## 사진

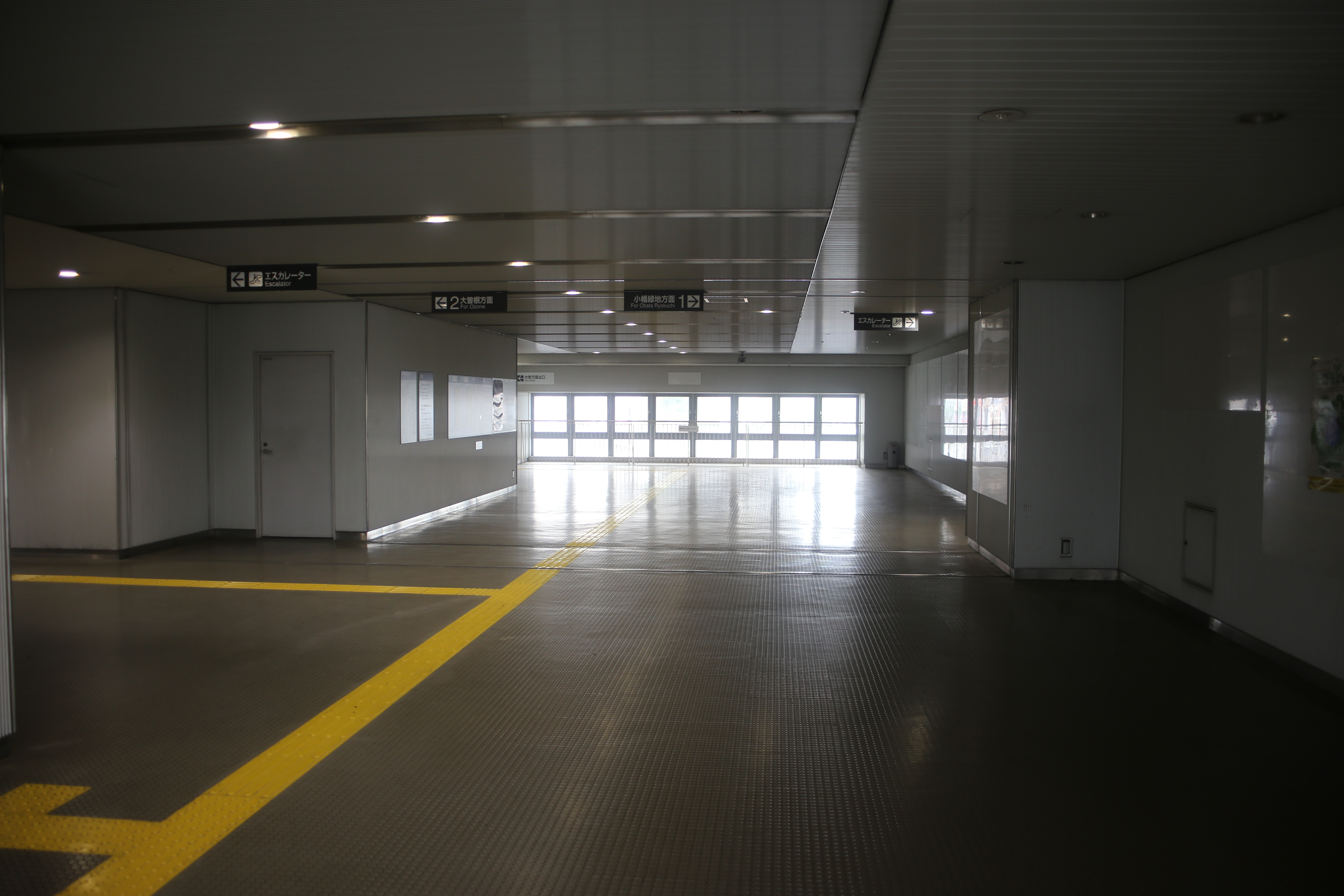
대합실
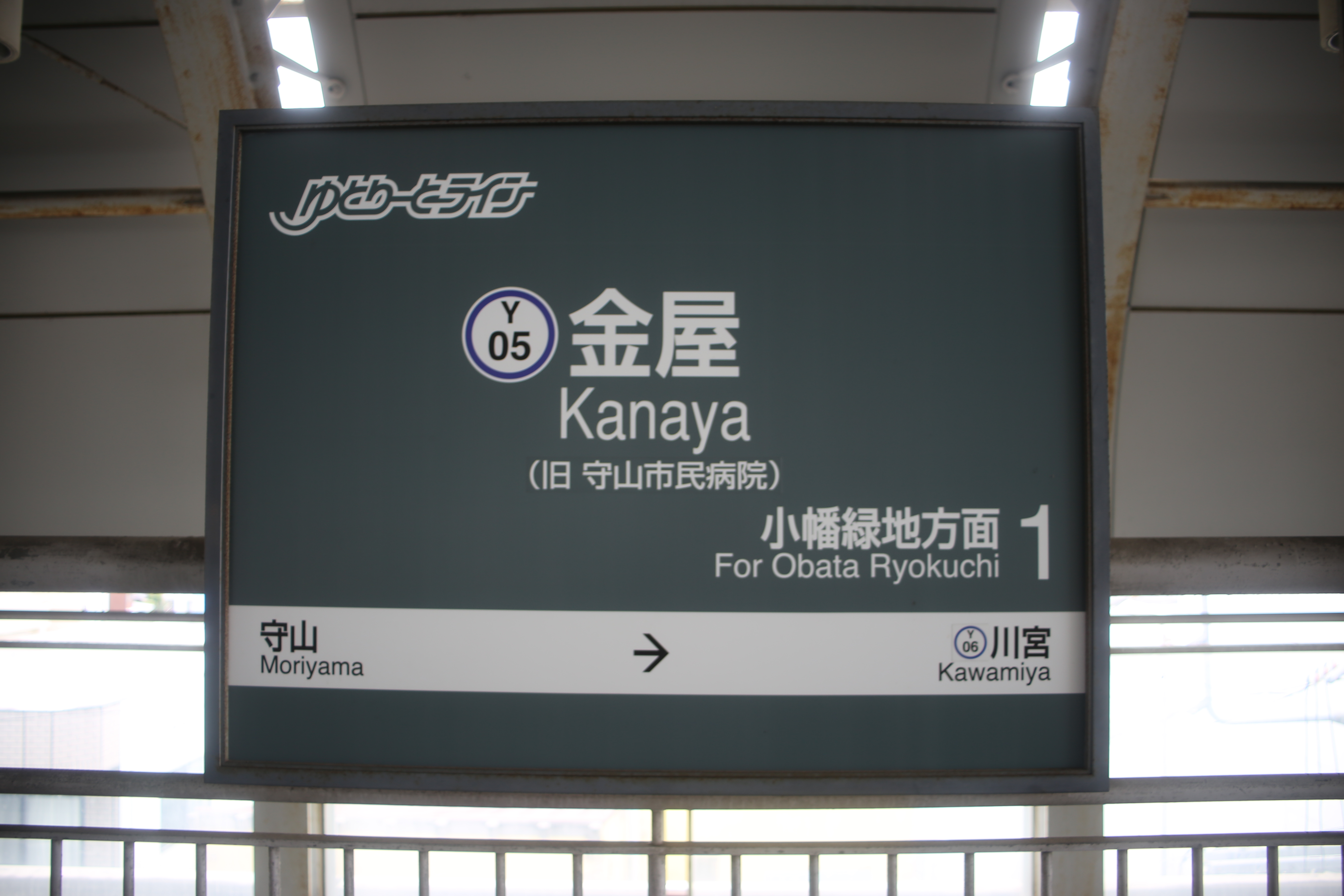
역명판

## 인접역
| 나고야 가이드웨이 버스 ■ 가이드웨이 버스 시다미 선 | 나고야 가이드웨이 버스 ■ 가이드웨이 버스 시다미 선 | 나고야 가이드웨이 버스 ■ 가이드웨이 버스 시다미 선 |
| -------------------------------------------------- | -------------------------------------------------- | -------------------------------------------------- |
| Y04 모리야마 오조네 방면                           |                                                    | 가와미야 Y06 오바타료쿠치 방면                     |